# (114022) Bizyaev
(114022) Bizyaev est un astéroïde de la ceinture principale.

## Description
(114022) Bizyaev est un astéroïde de la ceinture principale. Il fut découvert le 29 octobre 2002 à l'observatoire d'Apache Point par le programme Sloan Digital Sky Survey. Il présente une orbite caractérisée par un demi-grand axe de 2,69 UA, une excentricité de 0,10 et une inclinaison de 11,7° par rapport à l'écliptique.

## Compléments